# Cassida ovalis
Cassida ovalis es un coleóptero de la familia Chrysomelidae.
Fue descrita científicamente en 1914 por Spaeth.